# 8302 Kazukin
8302 Kazukin eller 1995 CY är en asteroid i huvudbältet som upptäcktes den 3 februari 1995 av den japanska astronomen Takao Kobayashi vid Ōizumi-observatoriet. Den är uppkallad efter Kazuo Kinoshita.
Asteroiden har en diameter på ungefär 3 kilometer.